# آرتم پوچاروف
آرتم پوچاروف (اوکراینی: Артем Сергійович Почтарьов؛ زادهٔ ۲۴ ژوئیهٔ ۱۹۹۳) بدمینتون‌باز اهل اوکراین است.

## حرفه
وی همچنین از بدمینتون‌بازان بازی‌های المپیک تابستانی ۲۰۱۶ بوده‌است.